# トマス・モンタギュー (第4代ソールズベリー伯)

トマス・モンタギューの紋章

第4代ソールズベリー伯トマス・モンタギュー（Thomas Montagu, 4th Earl of Salisbury, KG, 1388年 - 1428年11月3日）は、中世イングランドの貴族で、百年戦争期の主要な司令官の一人。

## 生涯
第3代ソールズベリー伯ジョン・モンタギューとモード夫妻の長男だったが、1400年に父が失脚した前王リチャード2世の復位を画策して国王ヘンリー4世の暗殺を計画し（エピファニー蜂起）、失敗して処刑されると、モンタギュー家の所領は没収された。この後トマスは父の失った所領の幾分かを取り戻し、エレノア・ホランドと結婚する事で財政的な助けを受けた。
1409年、トマスはソールズベリー伯としてイングランド議会の召集を受ける。また1413年にヘンリー5世が即位するとその側近となり、1414年にはガーター騎士団の一員になり、1415年7月にはケンブリッジ伯リチャード・オブ・コニスバラを国王に対する反逆罪で裁判にかけた7人の貴族の1人になった。
その後、ソールズベリー伯はフランス戦線のヘンリー5世に合流し、同年のアルフルール包囲戦、アジャンクールの戦いに参加、数年間フランスにおける様々な会戦に従軍、1419年にはノルマンディーの陸将に任じられた。以降もボージェの戦い（1421年）、クラヴァンの戦い（1423年）、ヴェルヌイユの戦い（1424年）など数々の激戦に部隊を率いて参戦したソールズベリー伯であったが、1427年にウォリック伯リチャード・ド・ビーチャムと共同で行ったモンタルジ包囲はフランス軍に破られ敗退している。1428年になると、対フランス戦を主導していたベッドフォード公ジョン・オブ・ランカスターの方針に反発、強硬派の1人としてロワール川流域への南下作戦を強引に認めさせた。
オルレアン包囲戦が始まる前に周辺の都市を次々と制圧、オルレアンを観察していた最中の10月27日、立っていた窓のすぐそばに砲弾が命中し重傷を負い、1週間後の11月3日に死亡した。後任にはサフォーク伯ウィリアム・ド・ラ・ポール、ジョン・タルボット、トーマス・スケールズの3人が任命されたが、ソールズベリー伯の戦死により戦局は膠着した。
死後、爵位は唯一の嫡出子で一人娘アリス・モンタギューの夫リチャード・ネヴィルが継承した。

## 家族
2度結婚しており、最初の妻は第2代ケント伯トマス・ホランドの娘で、第4代ケント伯エドマンド・ホランドの妹かつ共同女子相続人エレノア・ホランド（1386年 - 1413年以後）で、彼女との間に一人娘アリス・モンタギュー（1407年 - 1462年）を儲けた。アリスはリチャード・ネヴィルと結婚した。
2番目はジェフリー・チョーサーの孫娘でトマス・チョーサーの娘アリス・チョーサー（1404年 - 1475年）で、彼等はバークシャーのビシャム・アベィに住んだが、子は生まれ無かった。ソールズベリー伯の死後未亡人となったアリスはサフォーク伯ウィリアム・ド・ラ・ポールと再婚した。